# فیگتری، سنت کیتس و نویس
فیگتری، سنت کیتس و نویس (به لاتین: Figtree) یک شهرک در سنت کیتس و نویس است که در پریش سنت جان فیگتری در جزیره سنت کیتس واقع شده‌است.